# Хай завжди буде сонце
«Хай завжди буде сонце» (рос. Пусть всегда будет солнце) — пісня Аркадія Островського на слова Лева Ошаніна.
Вперше виконана в липні 1962 року у передачі Всесоюзного радіо «С добрым утром!» Майєю Кристалінською. Найбільшу популярність пісня здобула в інтерпретації Тамари Міансарової, яка перемогла з нею на VIII Всесвітньому фестивалі молоді та студентів у Гельсінкі (27 липня — 5 серпня 1962) та на Міжнародному фестивалі пісні в Сопоті (1963).

## Історія створення
Поет Лев Ошанін написав слова до пісні, коли випадково побачив плакат художника Миколи Чарухіна: «Пусть всегда будет небо! Пусть всегда будет солнце!». Чарухін у 1961 році написав цей плакат під враженням від чотиривірша чотирирічного Кості Баранникова, якому щойно пояснили, що таке «завжди»:
Пусть всегда будет солнце,

Пусть всегда будет небо,

Пусть всегда будет мама,

Пусть всегда буду я.
Цей чотиривірш був опублікований ще 1928 року в журналі «Рідна мова та література в трудовій школі» (Родной язык и литература в трудовой школе) у статті дослідника дитячої психології К. Спасської. Потім ці вірші потрапили до книги Корнія Чуковського «Від двох до п'яти», яка і спала на очі художнику.

## Інші факти
У 1964 році Бйорн Ульвеус і гурт Hootenanny Singers випустили шведською та англійською мовами написану на ту ж мелодію і пісню «Gabrielle» з текстом про морську подорож і розлуку. Вона увійшла в їхній альбом Hootenanny Singers II і стала хітом в країнах Скандинавії. Авторами були вказані Stig Rossner і Bengt Thomas.
Ремікс пісні став основою музики для 5-хвилинного трейлера до мобільної гри Warpath.

## Фотографії

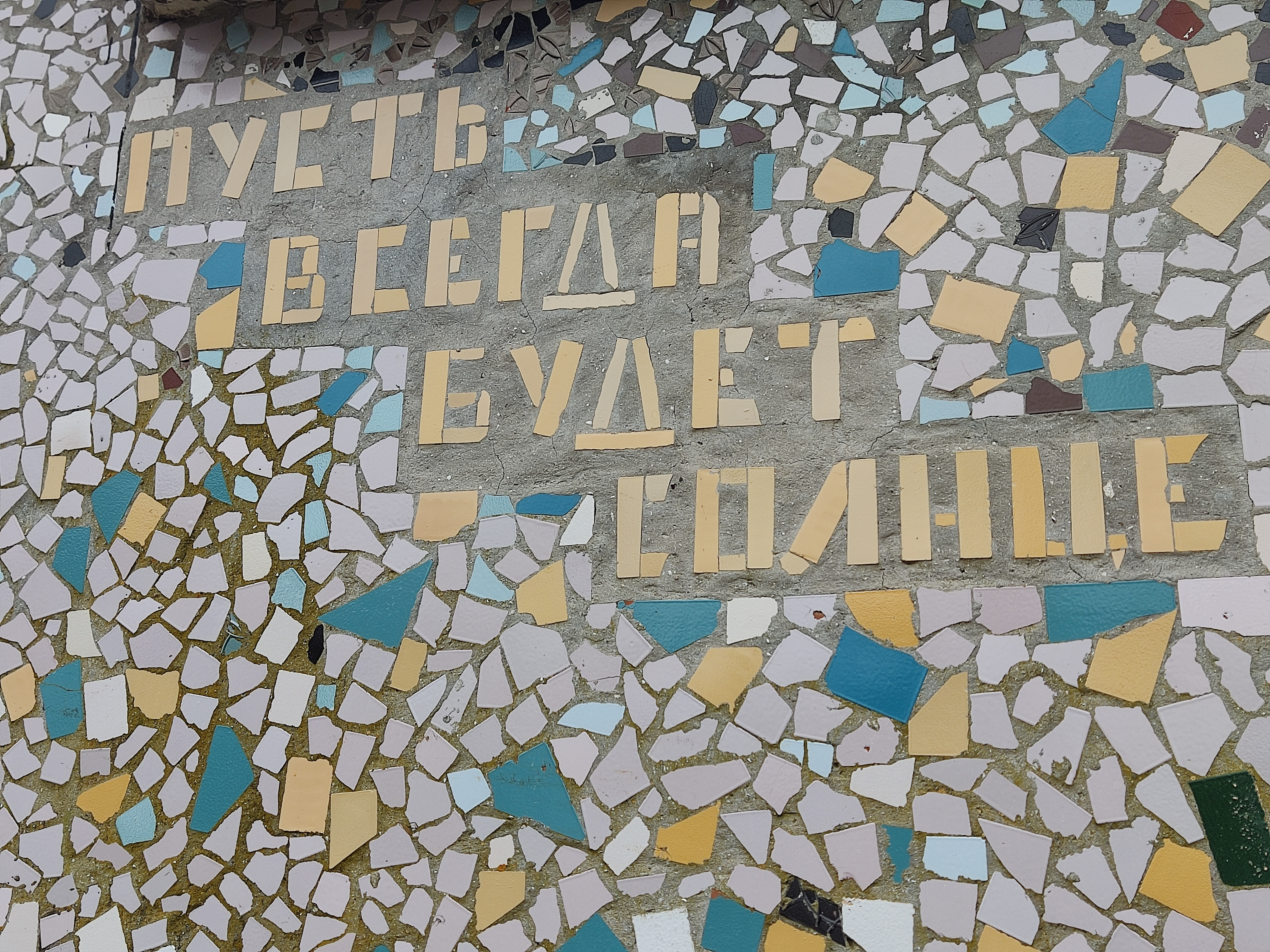
Мозаїка в Новоозерному в Криму
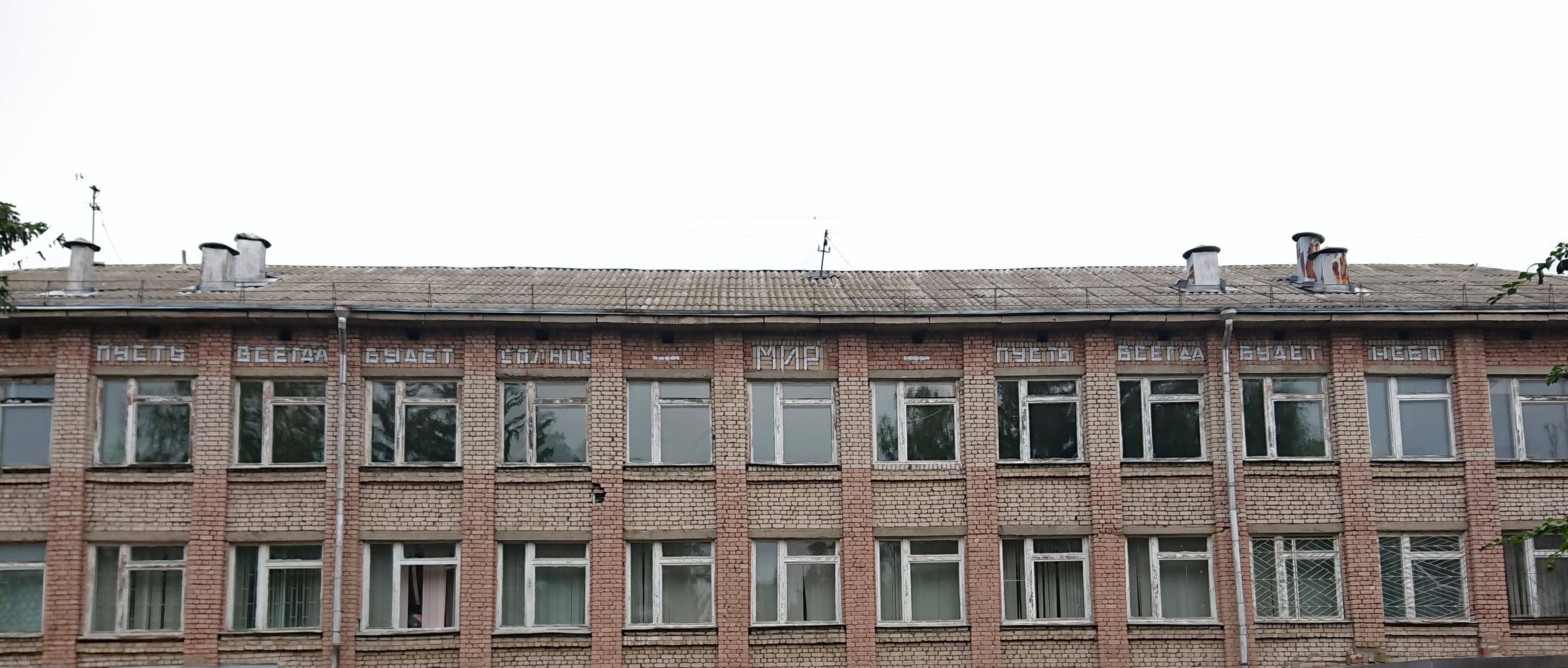
Слова з пісні на будівлі школи в Рибінську, на батьківщині Лева Ошаніна